# Chaenostoma integrifolium
Chaenostoma integrifolium là một loài thực vật có hoa trong họ Huyền sâm. Loài này được (L.f.) Benth. mô tả khoa học đầu tiên năm 1836.